# Elisa Perini
Elisa Perini (Lodi, 21 luglio 1984) è un'ex calciatrice italiana, di ruolo centrocampista offensiva e attaccante.
Nel corso della sua carriera ha raggiunto la promozione in Serie A due volte e con due diverse società, prima con la Riozzese, rimastaci due stagioni prima della retrocessione, e poi con il Mozzanica, squadra con la quale raggiunge il più prestigioso risultato sportivo, il 4º posto in Serie A nella stagione 2010-2011.

## Carriera

### Club

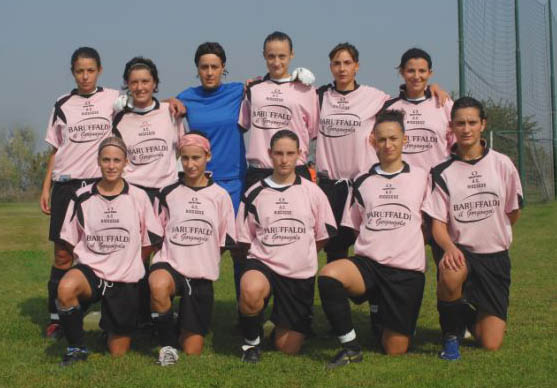
la formazione della Riozzese nella stagione 2007-2008.
In piedi da sin.: Sironi F., De Vincenzo, Gorno, Valeri, Piccinno, Tonani. In basso da sin.: Asperti, Perini, Piva, Lanzani, Carpino.

Elisa Perini, affronta la stagione 2006-2007 con la Riozzese, società calcistica femminile con sede nella frazione di Riozzo del comune di Cerro al Lambro che partecipa al campionato di Serie A2, allora secondo livello del campionato italiano. Iscritta al girone A, a fine campionato festeggia con le compagne la prima posizione nel girone e la conseguente promozione in Serie A, con 54 punti dati da 17 incontri vinti, 3 pareggiati e 2 persi, e 5 punti di scarto sulla seconda Tradate Abbiate.
Al suo primo campionato in massima serie con le rosanero, viene impiegata con continuità dall'allenatore Franco Lanzani e contribuisce all'agevole salvezza della squadra con risultati che la vedono concludere al settimo posto. La stagione successiva si rivela invece ampiamente negativa per la squadra, funestata da un grave infortunio al bomber Chiara Piccinno che la lascia fuori rosa per un intero girone che, unito all'indisposizione delle colleghe Claudia Pignedoli, Francesca Tonani, e Laura Biliato per gran parte della stagione, comprometterà inevitabilmente le sorti della società. Retrocessa in A2, decise di rinunciare all'iscrizione al campionato 2009-2010. Con il Riozzese Perini scese in campo 42 volte siglando 5 reti.
Nell'estate 2009 viene contattata dalla dirigenza del Mozzanica, società dell'omonima cittadina in provincia di Brescia, la quale stava allestendo una rosa che le permettesse di accedere alla massima serie e che le propone un contratto per disputare il campionato di Serie A2 2009-2010 con la maglia biancoazzurra. Con le bergamasche centra subito il risultato; la squadra iscritta al girone A, termina il campionato al primo posto con 5 punti sulle inseguitrici del Südtirol Vintl Damen, entrambe promosse in Serie A nella stagione successiva.
Nel campionato entrante, il primo in Serie A del Mozzanica, contribuisce ad ottenere il 4º posto, miglior risultato della sua presenza nella massima serie. Con il Mozzanica gioca tutto il resto della carriera, fino alla stagione 2012-2013, decidendo di abbandonare l'attività agonistica e congedandosi dalla società con un tabellino personale di 32 reti siglate in 89 presenze di campionato.

## Palmarès

### Club
- Campionato italiano di Serie A2: 2

Riozzese: 2006-2007
Mozzanica: 2009-2010